# Jakub Solnický
Jakub Solnický (* 16. Dezember 1994 in Opava) ist ein tschechischer Squashspieler.

## Karriere
Jakub Solnický spielt seit 2017 auf der PSA World Tour und gewann auf dieser bislang fünf Titel. Seine höchste Platzierung in der Weltrangliste erreichte er mit Rang 86 im Januar 2022. Mit der tschechischen Nationalmannschaft nahm er 2017, 2023 und 2024 an der Weltmeisterschaft teil. Darüber hinaus gehörte er seit 2015 mehrfach zum tschechischen Aufgebot bei Europameisterschaften. Im Einzel gelang ihm 2016 und 2018 mit dem Einzug ins Achtelfinale jeweils sein bestes Abschneiden. Von 2022 bis 2024 wurde Solnický dreimal in Folge tschechischer Meister.

## Erfolge
- Gewonnene PSA-Titel: 5
- Tschechischer Meister: 3 Titel (2022–2024)